# (6557) Yokonomura
(6557) Yokonomura est un astéroïde de la ceinture principale.

## Description
(6557) Yokonomura est un astéroïde de la ceinture principale. Il fut découvert le 11 novembre 1990 à Minami-Oda par Toshiro Nomura et Koyo Kawanishi. Il présente une orbite caractérisée par un demi-grand axe de 3,16 UA, une excentricité de 0,19 et une inclinaison de 7,8° par rapport à l'écliptique.

## Compléments